# Pavane egy infánsnő halálára
A Pavane pour une infante défunte (Pavane egy infásnő halálára) Maurice Ravel francia zeneszerző egyik jól ismert, szólózongorára írt műve, amelyet 1899-ben írt, amikor zeneszerzést tanult a Conservatoire de Paris-ban, Gabriel Fauré keze alatt. A  mű zenekari átdolgozása is megszületett 1910-re, két fuvolára, oboára, két B-klarinétra, két fagottra, két  kürtre, hárfára és vonósokra.

## Történet
Ravel úgy írja le művét, mint „felidézése egy pavane-nak, amit egy fiatal hercegnő [infásnő] táncolhatott a spanyol udvarban”. A pavane lassú körmeneti tánc, ez nagy népszerűségnek örvendett az európai udvarokban a tizenhatodik és a tizenhetedik századokban.